# الملاكمة في الألعاب الأولمبية الصيفية 1956 – وزن البانتام
قالب:الملاكمة في الألعاب الأولمبية الصيفية 1956
أقيمت منافسات فئة وزن البانتام ضمن برنامج الملاكمة في الألعاب الأولمبية الصيفية 1956 وكانت ثاني أخف وزن بعد وزن الذبابة، ضمّت الفئة الملاكمين بوزن حتى 54 كيلوغرام.

## الترتيب النهائي
| الترتيب           | الملاكم           | البلد                                        |
| ----------------- | ----------------- | -------------------------------------------- |
|                   | فولفغانغ بهرندت   | فريق عموم ألمانيا في الألعاب الأولمبية (EUA) |
|                   | سونغ سون تشون     | كوريا الجنوبية (KOR)                         |
|                   | فريدي غيلروي      | جزيرة أيرلندا (IRL)                          |
| كلاوديو باريينتوس | تشيلي (CHI)       |                                              |
| 5                 | Mario Sitri       | إيطاليا (ITA)                                |
| 5                 | Owen Reilly       | بريطانيا العظمى (GBR)                        |
| 5                 | إيدر خوفري        | البرازيل (BRA)                               |
| 5                 | Carmelo Tomaselli | الأرجنتين (ARG)                              |
| 9                 | بوريس ستيبانوف    | الاتحاد السوفيتي (URS)                       |
| 9                 | أحمد رشيد         | باكستان (PAK)                                |
| 9                 | Daniel Hellebuyck | بلجيكا (BEL)                                 |
| 9                 | Henrik Ottesen    | الدنمارك (DEN)                               |
| 9                 | زينون ستيفانيوك   | بولندا (POL)                                 |
| 9                 | ثين مينت          | مينمار (MYA)                                 |
| 9                 | Vichai Limcharoen | تايلاند (THA)                                |
| 9                 | Bobby Bath        | أستراليا (AUS)                               |
| 17                | Alberto Adem      | الفلبين (PHI)                                |
| 17                | همبالا جاياسوريا  | سريلانكا (CEY)                               |